# Poronaia
Poronaia es un género de foraminífero bentónico de estatus incierto, aunque considerado un sinónimo posterior de Plectotrochammina la familia Globotextulariidae, de la superfamilia Ataxophragmioidea, del suborden Ataxophragmiina y del orden Loftusiida. Su especie tipo era Plectina poronaiensis. Su rango cronoestratigráfico abarcaba el Priaboniense (Eoceno superior).

## Discusión
Clasificaciones previas hubiesen incluido Poronaia en el suborden Textulariina del orden Textulariida o en el orden Lituolida.

## Clasificación
Poronaia incluye a las siguientes especies:
- Poronaia poronaiensis †